# Zhongjiang
Zhongjiang är ett härad som lyder under Deyangs stad på prefekturnivå i Sichuan-provinsen i sydvästra Kina.